# Jurij Hudymenko
Jurij Arkadijovyč Hudymenko (in ucraino Юрій Аркадійович Гудименко?, in russo Юрий Аркадьевич Гудименко?, Jurij Arkad'evič Gudimenko, traslitterazione anglosassone: Yuriy Arkadiyovych Hudymenko; Repubblica Socialista Sovietica Kirghiza, 10 marzo 1966) è un ex calciatore ucraino, di ruolo attaccante.

## Carriera
Fu capocannoniere del primo campionato ucraino della storia nel 1992.